# Lijst van burgemeesters van Overasselt
Dit is een lijst van burgemeesters van de voormalige Nederlandse gemeente Overasselt tot die gemeente op 1 juli 1980 opging in de gemeente Heumen.
| Ambtsperiode | Naam burgemeester                               | Partij of stroming | Bijzonderheden                                                              |
| ------------ | ----------------------------------------------- | ------------------ | --------------------------------------------------------------------------- |
| 18?? - 1848  | J.W.P. (Jan Willem Pieter) Charisius            |                    | In 1820 en 1825 vermeld als schout, in 1826 voor het eerst als burgemeester |
| 1848 - 1891  | B.J.F. Charisius                                |                    |                                                                             |
| 1891 - 1906? | L. Derks                                        |                    |                                                                             |
| 1906 - 1927  | J.Th.M. van den Heuy                            |                    | Eerder burgemeester van Dieden, Demen en Langel                             |
| 1927 - 1934  | H.M. van der Vijver                             |                    | later burgemeester van Raalte                                               |
| 1935 - 1968  | Walraed (W.J.F.M) baron van Hugenpoth tot Aerdt |                    | tevens vanaf 1953 burgemeester van Heumen                                   |
| 1968 - 1977  | Geert-Jan (G.J.C.A.) Nillesen                   | KVP                | tevens burgemeester van Heumen, later burgemeester van Oldenzaal            |
| 1978 - 1980  | Hein (H.J.J.) Aalders                           | KVP                | waarnemend, tevens burgemeester van Heumen                                  |